# Епархия Каруару
Епархия Каруару (лат. Dioecesis Caruaruensis) — епархия Римско-Католической церкви с центром в городе Каруару, Бразилия. Епархия Каруару входит в митрополию Олинды-и-Ресифи. Кафедральным собором епархии Каруару является церковь Пресвятой Девы Марии.  

## История
7 августа 1948 года Римский папа Пий XII издал буллу «Quae maiori Christifidelium», которой учредил епархию Каруару, выделив её из apxиепархии Олинды-и-Ресифи. 

## Ординарии епархии
- епископ Paulo Hipólito de Souza Libório (1949—1959)
- епископ Augusto Carvalho (1959—1993)
- епископ Antônio Soares Costa (1993—2002)
- епископ Bernardino Marchió (2002 — по настоящее время)

## Источник
- Annuario Pontificio, Ватикан, 2007